# Gorgberget
Gorgberget är ett naturreservat i Åtvidabergs kommun i Östergötlands län.
Området är naturskyddat sedan 2011 och är 39 hektar stort. Reservatet omfattar Gorgberget och dess östsluttning ner mot Gorgen. Reservatet består av hällmarkstallskog, gamla granar och små mossar.